# Peromyscus mayensis
Peromyscus mayensis es una especie de roedor de la familia Cricetidae.

## Distribución geográfica
Se encuentra sólo en la cordillera de los Cuchumatanes en Guatemala. Se conoce con el nombre común de Ratón Maya.